# Hodac (gmina)
Hodac – gmina w Rumunii, w okręgu Marusza. Obejmuje miejscowości Arșița, Bicașu, Dubiștea de Pădure, Hodac, Mirigioaia, Toaca i Uricea. W 2011 roku liczyła 5104 mieszkańców.